# Grupa Wielkiego Chocza

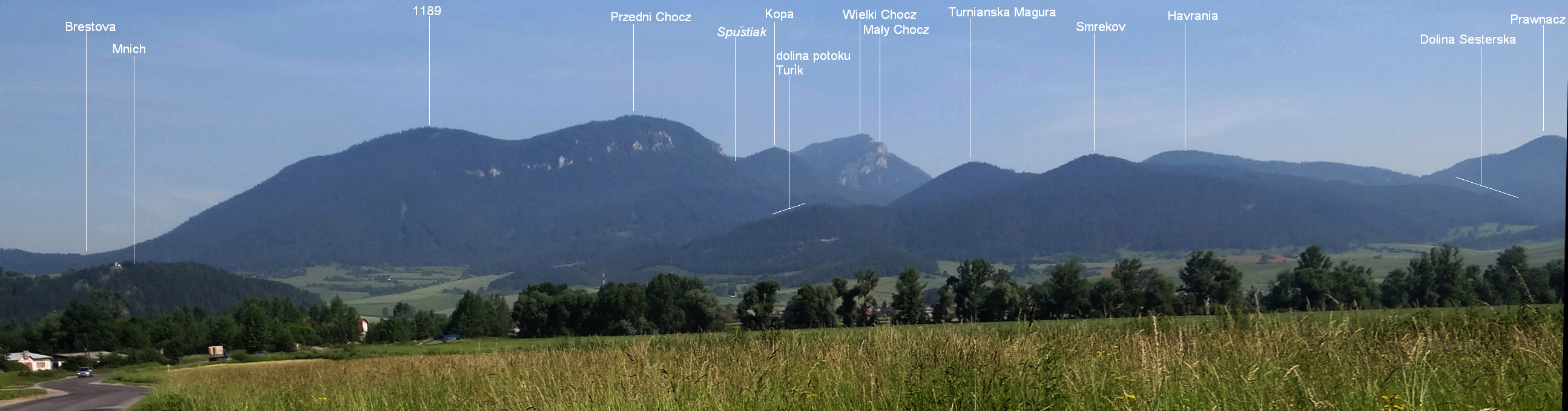
Grupa Wielkiego Chocza, widok od południowej strony

Grupa Wielkiego Chocza (słow. Choč) – najwyższa i największa powierzchniowo, zachodnia część Gór Choczańskich na Słowacji. Wznosi się w niej kulminacja całych Gór Choczańskich – Wielki Chocz (słow. Veľký Choč) – 1608 m.

## Położenie
Grupa Wielkiego Chocza ciągnie się od przełęczy Brestová i doliny Likawki na zachodzie po przełęcz Vrchvarta i Dolinę Luczańską na wschodzie. Od północy ogranicza ją wschodnia część Rowu Podchoczańskiego, a od południa – krawędź Kotliny Liptowskiej. Grupa ma postać wielkiego rozrogu górskiego, w którym liczne ramiona rozchodzą się we wszystkich kierunkach od centralnie położonego Wielkiego Chocza.

## Geologia – morfologia
Dolne partie grupy zbudowane są z pochodzących z dolnej i środkowej kredy, stosunkowo miękkich, marglistych wapieni, margli i marglistych łupków, zaliczanych do płaszczowiny kriżniańskiej. Skały te widoczne są w głębokich dolinach, rozdzielających poszczególne grzbiety grupy. Partie szczytowe tworzą natomiast wielkie czapy ciemnoszarych lub czarnych, żyłkowanych wapieni i szarych dolomitów triasowych (tzw. „choczańskich”), zaliczanych już do płaszczowiny choczańskiej.
W utworach choczańskich wytworzył się szereg interesujących form skalnych w postaci urwistych ścian, progów skalnych, grzebieni skalnych i samotnych turni, z których najbardziej okazałe zobaczymy nie tylko w partiach szczytowych Wielkiego i Małego Chocza, ale również w niższych położeniach, zwłaszcza w zachodniej części grupy: Bralo (817 m) nad Jasieniową czy Soliská (1106 m) i Sokol (1134 m) nad miejscowością Valaská Dubová. Znajdziemy tu również szereg form krasowych, m.in. lapiazy, leje krasowe i źródła krasowe.
Pomimo obecności rozległego kompleksu podatnych na krasowienie wapieni i dolomitów dotychczas nie stwierdzono w masywie żadnych większych jaskiń krasowych. Spośród kilku niewielkich jaskiń warto wspomnieć długą na 21 m Jaskinię v Jazvinách u północnych podnóży góry, pod Drapačem. Skalna ściana grubości ok. 8 m oddziela ją od sąsiedniej jaskini (Jaskyňa pri Žleboch), której bogata kiedyś szata naciekowa została z czasem zupełnie zniszczona. Również po orawskiej stronie, nad Jasenovą, w pobliżu wspomnianej turni Bralo, znajduje się krótka jaskinia Kostrmanka. Po stronie południowej, liptowskiej, w masywie Sokola, jest znana Jaskyňa Chladných Očí.

## Przyroda ożywiona
Zdecydowana większość powierzchni grupy Wielkiego Chocza jest porośnięta lasami. Aż 67% udziału w drzewostanach ma świerk pospolity, 11% sosna pospolita (głównie w miejscach skalistych, eksponowanych), ok. 9% buk pospolity (rosnący głównie na stokach po stronie południowej, liptowskiej), ok. 6% jodła pospolita. Towarzyszą im, w zależności od siedliska, modrzew europejski, jarząb pospolity, jawor, jesion wyniosły. W szczytowych partiach Wielkiego i Małego Chocza dominującym zespołem roślinnym są rozległe zarośla kosodrzewiny. Rozległe polany zarówno w wyższych (Stredná poľana, Zadná poľana) jak i w niższych położeniach powstały na skutek działalności człowieka, jako tereny wypasowe, głównie w XVII i XVIII w. W większości wapienno-dolomitowe podłoże, duża rozpiętość wysokościowa oraz znaczne zróżnicowanie biotopów sprzyjają bogactwu występujących tu roślin zielnych, w tym wielu gatunków rzadkich lub zagrożonych oraz kilku endemitów. Samych storczykowatych występuje tu 36 taksonów, w tym m.in. krytycznie zagrożona kukułka lapońska (Dactylorhiza lapponica (Laest. ex Hartm.)Soó).